# Шинкарёв, Иван Сергеевич

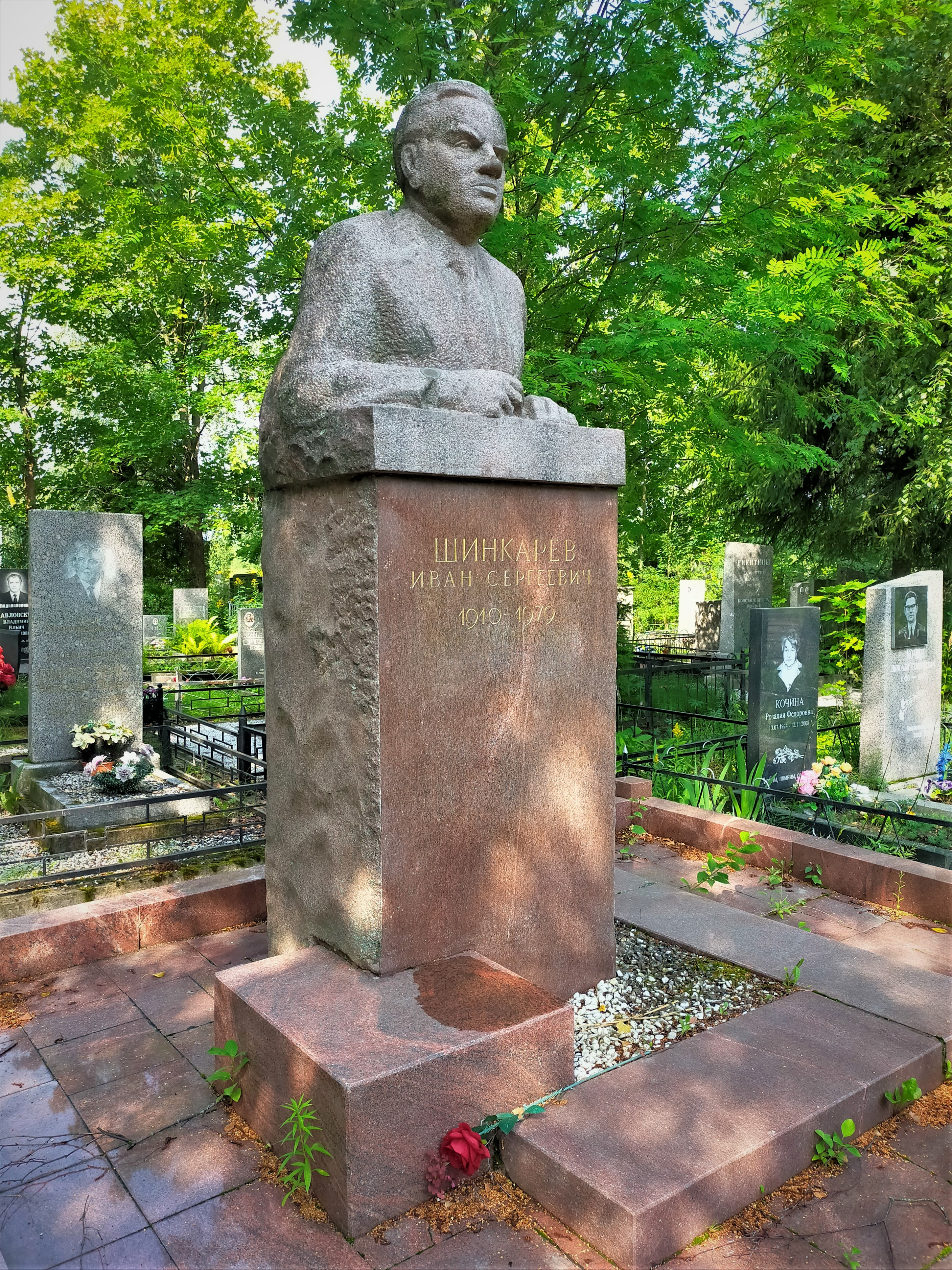
Могила И. С. Шинкарева на Казанском кладбище в Пушкине

Иван Сергеевич Шинкарёв (13 [26] сентября 1910, Скопинский район — 3 июля 1979) — советский хозяйственный, государственный и политический деятель, Герой Социалистического Труда.

## Биография
Родился в 1910 году в деревне Рудинка. Член КПСС с 1932 года.
С 1927 года — на хозяйственной, общественной и политической работе. В 1927—1978 гг. — землекоп и бетонщик в Москве, десятник на торфоразработках в посёлке Синявино, красноармеец, директором совхоза «Детскосельский» Ленинградского горсовета, участник Великой Отечественной войны, заместитель командира по политической части 2-го отдельного инженерно-аэродромного батальона 13-й воздушной армии, на политической работе в Советской Армии, директор совхоза «Детскосельский» Тосненского района Ленинградской области.
Указом Президиума Верховного Совета СССР от 30 апреля 1966 года присвоено звание Героя Социалистического Труда с вручением ордена Ленина и золотой медали «Серп и Молот».
Лауреат Государственной премии СССР в 1975 году.
Умер в Тосненском районе в 1979 году. Похоронен на Казанском кладбище в Пушкине.